# Южни саламандри
Южните саламандри (Nototriton) са род земноводни от семейство Безбелодробни саламандри (Plethodontidae).
Таксонът е описан за пръв път от американския биолог Дейвид Бъртън Уейк през 1983 година.

## Видове
- Nototriton abscondens
- Nototriton adelos
- Nototriton barbouri
- Nototriton brodiei
- Nototriton costaricense
- Nototriton gamezi
- Nototriton guanacaste
- Nototriton lignicola
- Nototriton limnospectator
- Nototriton major
- Nototriton matama
- Nototriton mime
- Nototriton nelsoni
- Nototriton oreadorum
- Nototriton picadoi
- Nototriton picucha
- Nototriton richardi
- Nototriton saslaya
- Nototriton stuarti
- Nototriton tapanti
- Nototriton tomamorum